# Champion (TV-serie)
Champion är en brittisk musik- och dramaserie vars första säsong hade premiär på BBC den 1 juli 2023. Första säsongen bestod av 8 avsnitt.

## Handling
Serien följer musikern Bosco Champion och hans syster Vita som tar upp kampen med sin bror om strålkastarljuset.

## Rollista (i urval)
- Déja J Bowens – Vita Champion
- Malcolm Kamulete – Bosco Champion
- Ray BLK – Honey
- Nadine Marshall – Aria Champion
- Ray Fearon – Beres Champion
- Jo Martin – Dawn
- Genesis Lynea – Tayo
- Karl Collins – Lennox
- Francis Lovehall – Laurenti